# Значок (прапор)
Значок — малий полковий прапор, що його використовували в повсякденні замість великої полкової хоругви. В 1-й чверті XVIII ст. було введено посаду другого полкового хорунжого у веденні якого була охорона цього прапору, під яким збиралися в осібний загін найкращі та найзаслуженіші козаки полку — значкові товариші.
Виносилася з місця зберігання лише у свята, на козацьку раду тощо. Значки додавалися до гетьманської, полкової та сотенної хоругов. Полотнище значка здебільшого мало форму трикутника чи прямокутника з трикутним кінцем, а колір його відповідав кольорові великої корогви.